# オッタル

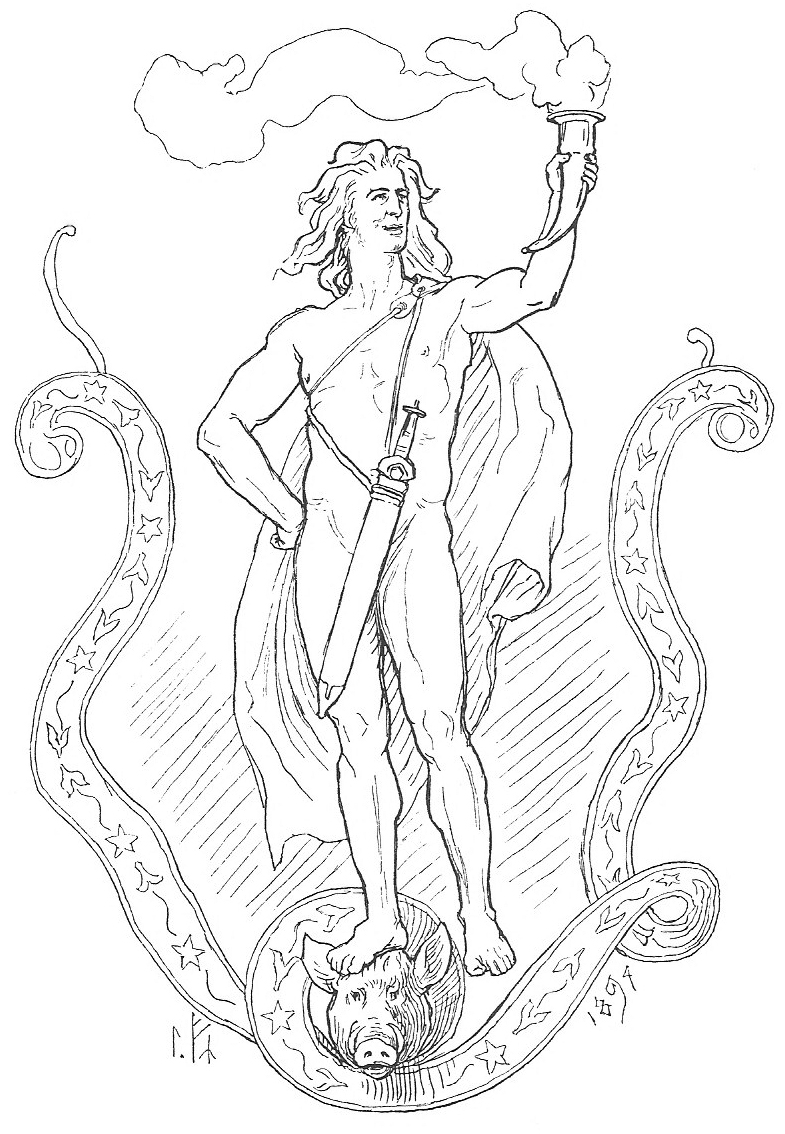
ローランス・フレーリクが描いたオッタル。

オッタル（古ノルド語: Óttar）は、北欧神話に登場する人間の男性。愛の女神フレイヤのたくさんの愛人の中で最も気に入られているといわれている。父の名はインステイン、母の名はフレーディースという。
彼は『古エッダ』の詩『ヒュンドラの歌』に登場し、繰り返し「愚かなオッタル」と呼びかけられている。
オッタルがアンガンチュールという人物と先祖名の暗唱比べをすることとなり、黄金を賭けたこともあってフレイヤが助力する。フレイヤはオッタルを猪に変えると、共にヒュンドラのいる岩穴に行き、彼女にオッタルの家系を語らせる。しかしヒュンドラは機嫌を損ね、「記憶の麦酒」をオッタルに渡そうとしない。フレイヤが脅迫めいた言葉を口にすると呪いをかけようとする。フレイヤはオッタルのために神々の加護を願う。
なお、『古エッダ』の『レギンの歌』にはオト(Ótr)という名のドワーフが登場する。カワウソに変身していたのをロキが殺してしまい、黄金で賠償するよう遺族に求められる。この「オト」も日本語訳では「オッタル」と表記されることがある。